# Actinodaphne candolleana
Actinodaphne candolleana är en lagerväxtart som beskrevs av Carl Daniel Friedrich Meisner. Actinodaphne candolleana ingår i släktet Actinodaphne och familjen lagerväxter. Inga underarter finns listade i Catalogue of Life.